# Christian Gramstadt
Christian Gramstadt (* 1956) ist ein deutscher Drehbuchautor und Regisseur.

## Leben
Christian Gramstadt erwarb an der Freien Universität Berlin einen Magister artium (M.A.) in Deutsch und Geschichte und promovierte bei Helmut Richter im Fach Linguistik zum Dr. phil. Von 1985 bis 1987 absolvierte er ein Volontariat bei der Berliner Morgenpost und ging anschließend zunächst zum Sender Freies Berlin, dann zu RIAS-TV, zu „Quadriga“ und „Akut“, den politischen Magazinen von Sat.1, zum ORB und MDR. 1995–1997 war er Korrespondent und Produzent in Südost- und Ostasien mit Sitz in Bangkok. Seit 1997 ist er für die ARD/Das Erste tätig, seit 2016 als Programmgeschäftsführer in der Koordination Politik, Wirtschaft und Gesellschaft der ARD-Programmdirektion. Seit März 2022 ist er im Filmbereich (linear/non-linear) als Freelancer (Autor/Regie/Postproduktion) tätig, arbeitet als Videomanager (cgWebVisions/yt) und freier Korrespondent im Bayerischen Landtag und Social- und ChatGPT-Berater. Gleichzeitig unterstützt er als Mitarbeiter die IHG („InterContinental Hotels Group“) und die "Rosewood Gruppe" in München.

## Filmografie (Auswahl)
- 2024: ARD-Plusminus: Urlaubsparadies in Mafiahand[3]
- 2024: ARD-Plusminus: Wirtschaft warnt vor Cannabis[4]
- 2023: „75 Jahre Deutscher Bauernverband“[5]
- 2023: Italien, meine Liebe: Latium[6]
- 2022: Weltspiegel-Reportage: Aus für die Mafia? - Der Maxi-Prozeß in Süditalien[7]
- 2021: Alltagsdroge Crystal Meth – Der Rausch der Dunkelziffer[8] – Crystal Meth – überall und anderswo – Director’s Cut:[9]
- 2020: Schottische Flitterwochen – Eine etwas andere Europareise[10]
- 2020: Die Kindersoldaten der 'Ndrangheta[11]
- 2019: Inseln Italiens: Sizilien[12]
- 2018: Müll, Mafia und das große Schweigen
- 2017: Das Gift der Mafia und das europäische Gesetz des Schweigens[13]
- 2015: Migranten im Netz der Ndrangheta[14]
- 2014: The San Luca-Experience (Web-Serie)[15]
- 2012: Ein Sommer im 'Goldenen Landl' – Garmisch-Partenkirchen
- 2011: Das große Comeback – Josef Bulva
- 2011: Ein Amen für die Mafia – Paten, Priester und der Vatikan[16]
- 2010: Traumflug durch Afrika (2 Teile)[17][18]
- 2009: Geld für alle – Gibt es eine bessere Welt
- 2008: Deutschland im Visier – Das geheime Netzwerk der kalabrischen Mafia
- 2008: Grüß Gott Gams – Felix und die Wildschützen der Alpen
- 2008: Allet Berlini (Websoap)
- 2007: Traumzug durch Afrika (2 und 3 Teile)
- 2005–2007: Bilderbuch Deutschland (ARD-Dokuserie)
- 2005: Capri – Mythos ohne Sperrstunde
- 2004: Voll Neapel – Tutto Napoli
- 2003: Die Mama der Mafia ist die Ndrangheta
- 2003: Taxi nach Capri – Mit 88 auf großer Fahrt
- 2002: Dick und Doof von Laos – Unterwegs mit den Artisten der Revolution
- 1999: Celibidaches Erben – Unterwegs mit dem Rosamunde-Quartett
- 1998: Flotte Sprüche, faule Wechsel – Bauskandal in Leipzig
- 1997: German Investors in Far East – Thailand, Philippines and Hong Kong
- 1996: Countdown in Boomtown. 365 days to the Reintegration of Hong Kong
- 1995: Eiskalt durch die Oder-Neisse – Ein Rumäne will nach Deutschland
- 1994: Gold Gulag, Gewalt – Rußlands Wilder Osten
- 1993: Überlebt und verarmt: Giovanni Falcone und sein Bodyguard
- 1993: Von Korca nach Tirana – Kinderhandel in Albanien
- 1992: Radioaktiv in Sachsen – Hinterlassenschaften der SDAG Wismut
- 1991: Auf ein gutes Wiedersehen – Ein Jude zwischen Haifa und Berlin
- 1990: Dschingis Khan wird wählerisch – Die Mongolei zwischen Sozialismus und Demokratie
- 1989: Grenzenlose Leidenschaft – Kunstsammler und Galeristen in Berlin

## Auszeichnungen
- 2008: Kamera Alpin in Gold beim Berg- und Abenteuerfilmfestival Graz für: Grüß Gott, Gams – Felix und die Wildschützen der Alpen[19]
- 2018: Robert-Geisendörfer-Preis für: Das Gift der Mafia und das europäische Gesetz des Schweigens
- 2021: Deutsch-Tschechischer Journalistenpreis für: Tschechiens Kampf gegen Crystal Meth[20]

## Veröffentlichungen
- 1994: «Norm» und «Limitation» oder wozu taugt der Strukturalismus noch? Verlag Peter Lang, ISBN 978-3-631-48187-5.